# 平塚MNビル
平塚MNビル（ひらつかエムエヌビル）は、神奈川県平塚市にあるビルである。

## 概要
JR東日本東海道本線平塚駅北口にあり、1988年（昭和63年）6月に竣工した地上11階・地下2階の建物である。総床面積は1961.08m2。

## 住所
- 神奈川県平塚市宝町3番1号

## アクセス
- JR平塚駅北口から徒歩約3分
- 神奈川中央交通「四ツ角バス停（平塚市）」（平塚駅北口行き）下車

## テナント等
- 湘南平塚コミュニティ放送（コミュニティ放送局・愛称｢FM湘南ナパサ｣:スタジオは2階、オフィスは3階、送信所は屋上。送信施設概要は下記に記述。）
- 湘南ケーブルネットワーク（ケーブルテレビ局・10階）

## 放送送信施設
| 放送局名 ｢愛称｣                           | コールサイン | 周波数  | 空中線電力 | ERP | 放送対象地域         | 放送区域内世帯数 | 開局日                  |
| 湘南平塚コミュニティ放送 「FM湘南ナパサ」 | JOZZ3AC-FM   | 78.3MHz | 20W        | 21W | 平塚市とその周辺地域 | 約29万世帯       | 1994年（平成6年）7月1日 |